# Gelterfingen
Gelterfingen foi uma comuna da Suíça, no Cantão Berna, com cerca de 247 habitantes. Estendia-se por uma área de 3,50 km², de densidade populacional de 71 hab/km². Confinava com as seguintes comunas: Belpberg, Gerzensee, Kaufdorf, Kirchenthurnen, Mühledorf, Rümligen, Toffen.
A língua oficial nesta comuna era o Alemão.

## História
Em 1 de janeiro de 2018, passou a formar parte da comuna de Kirchdorf.